# 星宮りり
星宮 りり（星宮 りり、1995年7月28日 - ）は、日本の元アイドル。大阪府出身。アイドルグループの仮面女子：イースターガールズの初期メンバーであり初代センターを務めた。また仮面女子候補生WESTの初代センターをも務めた。

## 人物
- 担当カラーは白色[3]。
- 口上は「天使のポジ姫」[4]
- 全開口上は「天使のポジ姫 WESTのセンター」[4]
- 推しの界隈名は「星宮星人」
- 星宮星人のキャラクターがある[5]。
- 星宮星人は頭の３本の角のうち両サイドの角から発信された電波が真ん中の星に集まってくる[6]。
- 恐竜とうんちが大好き。うんちポーズがある[7]。
- クレヨンしんちゃんも好き。
- お菓子などの甘いものが好き[8]。
- 好きな色はパステルカラー。特にぱすてるむらさきとぱすてるぴんく[3]。
- なすびが嫌い[8]。
- 特技は漢字を作ること。茶道。お茶を点てる。玉ねぎのみじん切り[8]。
- 趣味はご飯を食べること。安眠すること。アイドルのライブに行くのも好き[8]。
- 女子力は高め。コスメをよく買う[9]。
- ゲームをクリアするのが早い[10][11]。

１ヶ月だけバドミントン武道館だった。
- 茶道部だった[3]。
- 相合傘はしない派[12]。
- 足のサイズは23センチ[13]。

## 略歴
2015年
- 11月8日、アリスプロジェクトWEST入所
- 11月10日、Twitter開始
- 11月14日、個人ブログ【星宮にもできるもん！】ができる[14]
- 11月15日、初めての撮影会に参加[15]
- 11月30日、【星宮にもできるもん！】がAmeba公式ブログになる
- 12月5日、 初イベントトークショー ～大阪国際マンガグランプリ～[16][17]
- 12月6日、AJ WEST としてステージデビュー ～大阪国際マンガグランプリ～ Days落ちサビ[18]
- 12月18日、仮面女子候補生WESTでステージデビュー 仮面女子候補生WESTのセンターとなる[19][2]
- 12月30日、信長書店日本橋店でのライブで動員100人達成

2016年
- 1月4日、12月度のみくるんちゃっと1位[20]
- 1月6日、初ボート航海 肉フェス in 京セラドーム[21]
- 2月2日、1月度みくるんチャット2位[22]
- 2月8日、初めてBIGCATのステージに立つ
- 2月25日、1stワンマンライブ＆上下碧生誕祭　in holyday osaka[23]
- 2月27日、【アームズマガジン】発売[24][25][26]
- 3月4日、【アニマル仮面舞踏会】で初2マンライブ
- 4月3日、2ndワンマン 新衣装＆destiny 初お披露目 in 天王寺パセラ[27][28]
- 5月15日、仮面女子候補生東西対抗～運動会編～ 東西合同全開ヒーローでセンター in 天王寺パセラ[29]
- 6月19日、3rdワンマン in 天王寺パセラ[30]
- 7月6日、6月度みくるん1位獲得[31]
- 7月28日、星宮りり21歳の誕生日
- 7月31日、4thワンマン～400人動員達成(402人)～ in amhall[32]
- 8月6日、【モトモト】発売 1ページソログラビア[33]
- 8月21日、初岡山遠征 MOTOR GAMES 2016 in OKAYAMA　岡山国際サーキット
- 8月18日、仮面女子候補生WEST新メンバー加入式＆美音咲月生誕祭[34]
- 9月4日、5thワンマン in ESAKA MUSE[35]
- 9月20日、星宮りり21歳の生誕祭[36][37]
- 9月24日、初P.A.R.M.S遠征[38]
- 10月14日、すこしの間LIVE出演・物販の休養を発表
- 11月1日、10月度みくるんポイントバトル2位獲得[39]
- 11月3日、WEST初のオリジナル曲 ブルー☆スカイ初披露 in amhall[40][41][42]
- 11月5日、星宮りりが表紙の【カススク125】発売[43]
- 11月8日、アリスプロジェクトWEST 入所1周年
- 12月1日、星宮完全復活宣言  仮面女子シアターの中身を一足先に見てみよう会[44]
- 12月6日、仮面女子シアター初ステージ[45]、ステージデビュー1周年
- 12月18日、仮面女子候補生WEST1周年 仮面女子シアターこけら落とし記者会見[46]

2017年
- 1月4日、【ブルー☆スカイ】が収録された【仮面大陸～ペルソニア～】リリース
- 1月6日、12月度みくるん結果2位獲得[47]
- 1月28日、五比桐美憂 仮面女子候補生WEST加入式
- 2月6日、【モトモト 3月号】発売[48]
- 2月19日、仮面女子シアターで初の対バンライブ with Kiss Bee WEST
- 3月30日、【ハイエースパーフェクトブック】発売[49][50]
- 4月10日、仮面女子地上波レギュラー番組 テレビ大阪『ぱちタウンTV with 仮面女子』放送開始[51]
- 5月10日、【ぱちタウンTV with 仮面女子】の収録で初めてのパチンコを経験
- 6月5日、5月度ヲタ満WESTで1位を取る[52]
- 6月11日、仮面女子候補生WEST 1000回目のライブ
- 7月1日、6月度みくるん2位獲得[53]
- 7月28日、星宮りり22歳の誕生日
- 7月30日、星宮りり22歳の生誕祭[54]
- 8月5日、【モトモト9月号】発売[55]
- 8月7日、7月度ヲタク満足度東西1位を獲得[56][57][58]
- 8月13日、東西伍箇所同時ワンマン 動員1位[59][60]
- 8月18日、京セラドーム大阪でミニライブ イベント[61][62][63]
- 9月10日、第二回メディアクイーン撮影会 出演[64][65]
- 10月1日、高須クリニック新CM放送開始[66]、9月度みくるん2位獲得[67]
- 10月22日、アリスプロジェクト大阪 超組閣 イースターガールズ発表[68][69]
- 11月6日、【モトモト12月号 仮面女子とバイク】発売[70]
- 11月8日、アリスプロジェクトWEST入所2周年
- 11月13日、【大冒険☆】を初披露
- 12月6日、ステージデビュー2周年 仮面女子シアター1周年
- 12月18日、仮面女子候補生WEST2周年
- 12月23日、【大！逆！転！】初お披露目
- 12月31日、仮面女子候補生WEST卒業式＆イースターガールズお披露目 イースターガールズのセンターに就任[71][72]

2018年
- 1月16日、イースターガールズになって初めての東京遠征 P.A.R.M.Sでライブ[73]
- 1月21日、五比桐美憂生誕祭
- 2月1日、公式モバイル推しメン登録第3位を獲得。
- 2月6日、星宮りりが表紙の【モトモト 3月号】発売[74][75]、WEST月間ヲタ満1位獲得、月間ヲタ満東西2位獲得[76]
- 3月17日、【JELLY 5月号】発売[77]
- 3月23日、【Ray 5月号】発売[78][79][80]
- 4月8日、蒼井乃々愛生誕祭
- 5月1日、【BS11 ボートレースライブ住之江】に初めて出演
- 5月17日、【LARM】発売[81][82]
- 5月20日、【絆No.1】お披露目
- 6月12日、療養のためしばらく休養を発表
- 7月12日、仮面女子シアター1部公演より 療養から復帰[83]
- 7月21日、関ヶ原歌姫合戦 1日目 仮面女子合同ライブで【全開ヒーロー】のセンターに立つ[84]
- 7月28日、星宮りり23歳のお誕生日
- 7月29日、星宮りり23歳の生誕祭
- 8月17日、京セラドーム大阪で【イエス！高須クリニック仮面祭り！】[85]
- 8月26日、【わかさスタジアム京都】でミニライブ＆星宮りり初めての始球式[86]
- 8月31日、【めがねのまちさばえDAY 1日目】 京セラドーム大阪[87]
- 9月1日、【めがねのまちさばえDAY 2日目】 京セラドーム大阪[87]
- 9月8日、イースターガールズのオリジナル衣装初お披露目[88]
- 9月12日、WESTのセンターに立って1000日
- 9月23日、岡山交通安全フェア2018『仮面女子：イースターガールズと一緒に自転車マナーを学ぼう！』に参加[89]
- 10月1日、初ボート航海から1000日
- 10月6日、蒼井乃々愛イースターガールズ加入式 新生イースターガールズお披露目[90]
- 10月27日、【ふるさと納税秋祭】にめがねのまちさばえ大使として出演[87]
- 10月30日、Pollx Theaterでアリスプロジェクトワンマンライブ
- 11月8日、アリスプロジェクト入所3周年
- 11月20日、KBS京都「おやかまっさん」生放送に出演 / イースターガールズでマリン☆ロード初披露
- 12月6日、星宮りり ステージデビュー3年、仮面女子シアター2周年
- 12月15日、大阪南郵便局にて一日郵便局長に就任する[91]
- 12月18日、WESTお披露目の日から3年。センター3周年
- 12月31日、イースターガールズ1周年

2019年
- 1月5日、イースターガールズ生誕祭。初めて卵アドベンチャーの落ちサビを歌う[92]
- 2月3日、無限無尽‐Belive-イースターガールズ6人で披露
- 2月12日、キズナノチカラ初披露
- 3月16日、卒業発表[93]
- 3月23日、箕面温泉スパーガーデン天空iDOLステージでのライブ　念願のライブ中に持ちきれなくなるほどのお花プレゼントをもらう[94][95][96][97]
- 3月24日、わかさスタジアム京都でのライブ　始球式をする
- 3日31日、星宮りりラスト名古屋遠征
- 4月13日、星宮りり ラストとんぼりリバーウォーク ライブ
- 4月15日、星宮りり ラスト対バンライブ amHALL　ブルー☆スカイ披露
- 4月18日、星宮りり ラスト撮影会
- 4月20日、星宮りり卒業式[98]
- 4月22日、アリスプロジェクトWEST 退所

## 出演

### イメージモデル
- ShopNikoNiko[99]
- 別嬪[100]
- Eco Ring 2016年9月度[101]
- 第一回 新車情報.tokyo イメージガール[102]
- ＆mona[103]

### CM
- 高須クリニック大阪院[66]

### ラジオ
- 高須クリニック presents Yes!ミュージック・カルテ（ABCラジオ）

### テレビ
- おはようコールABC（テレビ朝日）：2016年12月21日[104]
- アイドルぷるルン！トラベラー（サンテレビ）：2017年1月25日[105]
- ニュースリアルKANSAI（テレビ大阪）：2017年3月9日[106]
- BULL ROCK TV（サンテレビ）：2017年11月30日
- ぱちタウンTV with 仮面女子（テレビ大阪）[51]
- ヨエロスン～とことんお尋ネ申す～（SBS静岡放送）：2018年4月27日
- Boat Race Live SUMINOE（BSイレブン）：2018年5月1日[107]、2019年1月7日、2019年2月16日
- おやかまっさん（KBS京都テレビ）：2018年11月20日

### YouTube
- 堺動画チャンネル「SAKAI NOW ON SALE!（ギョーザ編・ロック編）」[108]
- 「TwinsDance」星宮りり 姫里苺花「仮面女子：なごり雪」で双子ダンス[109]
- 「TwinsDance」姫里苺花 星宮りり「スチームガールズ：destiny」で双子ダンス [110]

### 掲載誌
- 月刊アームズマガジン （ホビージャパン）：2016年4月号[24][25][26]
- 660magazine （芸文社）：2017年2月号[111][112]
- HIACE PERFECT BOOK 2017 vol.13 （芸文社）[49][50]
- カスタムCAR （芸文社）：2017年5月[113][114]
- モトモト （造形社）：2016年9月号[33]、2017年3月号[48]、2017年9月号[55]、2017年12月号[4]、2018年3月号（表紙）[74][75]
- カススク125 （造形社）：2016年12月号（表紙）[43]
- 熱狂アイドル図鑑2016春夏Ａ級保存版 （ウィルメディア）：2016年4月
- JELLY （ぶんか社）：2018年5月号[77]
- Ray （主婦の友社）：2018年5月号[78][79][80]
- LARME （徳間書店）：2018年7月号[81][82]
- 大阪スポーツ：OSK 大人の社会見学 2016年11月17日号[115]、2017年11月24日号[116]

### コラボ
- こておちゃん[117]
- 戦国パズル！！あにまる大合戦：2019年1月24日~2019年2月3日[118]

### その他
- 大阪ルッチ[119]
- 221B JOURNAL グラビア：2016年12月23日[8]
- 221B JOURNAL　仮面女子シアター内部取材：2017年4月10日[120]
- 第二回メディアクイーン撮影会[64][65]